# Elektrochokbehandling
 Der er for få eller ingen kildehenvisninger i denne artikel, hvilket er et problem. Du kan hjælpe ved at angive troværdige kilder til de påstande, som fremføres i artiklen.

Elektrochokbehandling (også kaldet elektrochokterapi eller ECT (står for "Electro Convulsive Therapy" – "elektrisk udløst krampe-behandling")) er en behandling, der bruges til behandling af svær (livstruende) depression, delirium og mani, samt i sjældne tilfælde svær, ellers ubehandlig skizofreni.
Behandlingen udføres ved at man – efter at have bedøvet patienten – sender 800 mA vekselstrøm gennem dele af hjernen, så der opstår et krampeanfald af 20-60 sekunders varighed.
Elektrochok gives fortsat på tvang i psykiatrien og antallet af behandlinger er steget meget inden for de senere år.
Man behandler typisk 2-3 gange om ugen i 2-8 uger. Nogle gange mere. Patienterne mærker ofte bedring allerede efter en uges behandling, hvor medikamentel behandling først virker efter 2-4 uger.
En del patienter har generende forringelse af kort- og langtidshukommelsen under og efter behandlingen. ECT er den behandling, som virker mest effektivt – især over for svær depression. Over 90% af patienterne får det afgørende bedre mod kun 50-70% ved andre behandlingstyper.
Der har aldrig kunnet påvises hjerneskade ved moderne ECT. Dyreforsøg tyder på, at der dannes nye hjerneceller under elektrochok-behandling.

## Historie

### Opfundet i Rom
21, august 1939 afholdt Københavns universitet verdens tredje neurologkongres. Den blev åbnet af Christian 10. og havde 187 deltagere, hvoraf en række ledende forskere, såsom Walter Freeman fra USA, kendt som en fortaler for lobotomi. Men til stede var også den ukendte italienske neurolog Ugo Cerletti (1877-1963), der sammen med Lucio Bini tog turen fra Rom til København for at præsentere en helt ny metode: Elektrochokket. Verletti og Bini medbragte det lille apparat - en hårbøjle-lignende anordning med elektroder til at sende strøm ind i patientens hjerne. Strømmen fremkaldte et krampeanfald - og påfølgende bedring. De to forskere havde behandlet blandt andre en schizofren, der virrede omkring i Roms gader uden at spise. Efter behandlingen begyndte han igen at tale og tage mad til sig. Blandt tilhørerne var den unge danske psykiater Arild Fauerbye fra Bispebjerg Hospital. Han konstruerede nu et lignende apparat og gik i gang med en tilsvarende behandling, der snart vandt udbredelse i Danmark.

### Udbredelse
Den raske udbredelse af metoden skyldtes delvis, at når en metode først tages i brug ved et statligt sygehus, bruger alle den, og delvis, at de eneste alternativer var enten lobotomi eller indsprøjtninger med højdose insulin. Begge behandlingstyper virkede afskrækkende pga høj dødelighed. Men også ECT-behandling indebar risiko. Frem til 1960'erne blev den foretaget uden bedøvelse og muskelafslappende midler. Lægen gik fra seng og seng og gav patienterne chok, mens en plejer i hver ende holdt patienten, der i processen risikerede at brække lemmer og ryghvirvler pga de voldsomme kramper. Der blev heller ikke givet ilt, så patienterne blev blå i ansigtet og skreg naturligt nok. En alvorlig bivirkning er hukommelsestab; hos nogen kortvarig, hos andre permanent. Til overmål var der i 1950'erne og 1960'ernes USA en teori om, at hvis man ved hjælp af henved 100 ECT-behandlinger slettede det meste af patientens hukommelse, kunne personligheden derefter genopbygges. I stedet blev patienten helt apatisk, og ECT blev efterhånden forbudt i flere amerikanske delstater. Filmen Gøgereden med Jack Nicholson fremstiller ECT som en afstraffelse af patienter. I løbet af 1970'erne blev der taget til orde for mere terapi og færre mediciner.

### Virkning
Svær depression får hippocampus til at skrumpe. Efter elektrochok vokser den igen, fordi ECT øger produktionen af nye neuroner og skaber nye hjernekoblinger. Nye danske studier afviser, at ECT giver forøget risiko for hjerneskade og demens, da apparaterne er blevet langt mere præcise, så der anvendes mindre strøm for den samme virkning. Fra omkring år 2000 har antal danske patienter behandlet med ECT været svagt stigende, nu omkring 1.800 patienter årligt, nogenlunde skandinavisk gennemsnit. I Nederland og Tyskland bruges metoden derimod næsten ikke. Ved en spørgeundersøgelse blandt 147 patienter ved det psykiatriske sygehus i Århus, ville tre fjerdedele af de behandlede dog vælge ECT igen, hvis de kom i den samme situation. Men iblandt har ECT ingen effekt på patienten, kun bivirkninger. Hukommelsestab kan dog også skyldes selve sygdommen.